# Nocolubek
Nocolubek (Nyctophilus) – rodzaj ssaków z podrodziny mroczków (Vespertilioninae) w obrębie rodziny mroczkowatych (Vespertilionidae).

## Rozmieszczenie geograficzne
Rodzaj obejmuje gatunki występujące w Australii i na Nowej Gwinei (Indonezja i Papua-Nowa Gwinea).

## Morfologia
Długość ciała (bez ogona) 35–75 mm, długość ogona 31–54 mm, długość ucha 14–30,1 mm, długość tylnej stopy 7–10 mm, długość przedramienia 30,6–49,5 mm; masa ciała 3,9–18,9 g.

## Systematyka
Rodzaj zdefiniował w 1821 roku angielski przyrodnik William Elford Leach w w artykule zatytułowanym Cechy trzech nowych rodzajów nietoperzy bez liściastych wyrostków na nosie, opublikowanym w czasopiśmie „Transactions of the Linnean Society of London”. Gatunkiem typowym jest (oznaczenie monotypowe) nocolubek mniejszy (N. geoffroyi).

### Etymologia
- Nyctophilus (Nyctophyllus, Nyctophillus): gr. νυξ nux, νυκτος nuktos ‘noc’; φιλος philos ‘miłośnik’, od φιλεω phileō ‘kochać’[10].
- Lamingtona: Mount Lamington, stratowulkan, prowincja Oro, Papua-Nowa Gwinea[4]. Gatunek typowy (oznaczenie monotypowe): Lamingtona lophorhina McKean & Calaby, 1968< (= Nyctophilus microtis O. Thomas, 1888).

### Podział systematyczny
Do rodzaju należą następujące współczesne gatunki:
| Grafika | Gatunek                 | Autor i rok opisu                            | Nazwa zwyczajowa                | Podgatunki         | Rozmieszczenie geograficzne | Podstawowe wymiary                                                 | Status IUCN |
| ------- | ----------------------- | -------------------------------------------- | ------------------------------- | ------------------ | --- | ------------------------------------------------------------------ | ----------- |
|         | Nyctophilus major       | J.E. Gray, 1844                              | nocolobek zachodnioaustralijski | 2 podgatunki       | endemit Australii: południowo-zachodnia Australia Zachodnia i południowa Australia Południowa na wschód do Półwyspu Eyre’a, 1 zapis z zachodnio-śrdokowej Australii Zachodniej; zakres wysokości: 0–450 m n.p.m.                    | DC: 5,1–6,5 cm DO: 4–5,2 cm DP: 3,7–4,8 cm MC: 11–17,5 g           | LC          |
|         | Nyctophilus corbeni     | Parnaby, 2009                                | nocolubek wschodnioaustralijski | gatunek monotypowy | endemit Australii: południowo-wschodni Queensland, Nowa Południowa Walia, północno-zachodnia Wiktoria i południowo-wschodnia Australia Południowa                                                                                   | DC: 5–7,5 cm DO: 3,5–5,4 cm DP: 3,9–4,9 cm MC: 11,2–21 g           | VU          |
|         | Nyctophilus daedalus    | O. Thomas, 1915                              |                                 | gatunek monotypowy | endemit Australii: północno-zachodnia i północno-wschodnia Australia Zachodnia, północne Terytorium Północne (wraz w Wyspą Melville’a) oraz północno-zachodni Queensland; zakres wysokości: 0–400 m n.p.m.                          | DC: 4,5–5,7 cm DO: 4–4,5 cm DP: 3,8–4,6 cm MC: 7,6–14 g            | LC          |
|         | Nyctophilus holtorum    | Parnaby, A.G. King & Eldridge, 2021          |                                 | gatunek monotypowy | endemit Australii: ograniczony do dalekiej południowo-zachodniej Australii Zachodniej; zakres wysokości: 0–450 m n.p.m. | DC: bral danych DO: około 4,6 cm DP: około 4,1 cm MC: około 9 g    | LC          |
|         | Nyctophilus gouldi      | Tomes, 1858                                  | nocolubek leśny                 | gatunek monotypowy | wschodni i południowo-wschodni Queensland (wraz z Wielką Wyspą Piaszczystą, środkowa i wschodnia Nowa Południowa Walia, Wiktoria oraz południowo-wschodnia Australia Południowa; zakres wysokości: 0–1240 m n.p.m.                  | DC: 4,4–5,2 cm DO: 3,9–4,1 cm DP: 3,6–4,7 cm MC: 5,2–16,5 g        | LC          |
|         | Nyctophilus sherrini    | O. Thomas, 1915                              | nocolubek tasmański             | gatunek monotypowy | endemit Australii: Tasmania; zakres wysokości: 0–740 m n.p.m. | DC: 5,1–5,4 cm DO: 3,5–3,7 cm DP: 4,4–4,8 cm MC: 9,8–18,9 g        | VU          |
|         | Nyctophilus nebulosus   | Parnaby, 2002                                | nocolubek nowokaledoński        | gatunek monotypowy | endemit Nowej Kaledonii: południowa Nowa Kaledonia (góra Koghis); zakres wysokości: około 430 m n.p.m. | DC: 5,3–5,5 cm DO: 4,8–5 cm DP: 4,2–4,3 cm MC: 9,4–12 g            | CR          |
|         | Nyctophilus microtis    | O. Thomas, 1888                              | nocolubek papuaski              | gatunek monotypowy | zachodnia i głównie wschodnia Nowa Gwinea (wraz z wyspami Salawati i Nowa Irlandia); być może wyspy Manus, Nowa Brytania i Tagula; zakres wysokości: 0–2600 m n.p.m.                                                                | DC: 4,2–6,3 cm DO: 3,6–4,9 cm DP: 3,7–4,2 cm MC: 6–10,5 g          | LC          |
|         | Nyctophilus walkeri     | O. Thomas, 1892                              | nocolubek karłowaty             | gatunek monotypowy | endemit Australii: północno-wschodnia Australia Zachodnia, północne Terytorium Północne i północno-zachodni Queensland | DC: 3,8–4,4 cm DO: 2,6–3,6 cm DP: 3–3,6 cm MC: 3–7 g               | LC          |
|         | Nyctophilus bifax       | O. Thomas, 1915                              | nocolubek brzegowy              | gatunek monotypowy | wschodni Queensland (wraz z wyspami Moa, Wyspa Księcia Walii, Hichinbrook, Palm i Wielka Wyspa Piaszczysta) i północnow-wschidnia Nowa Południowa Walia; rozprosziony wzdłuż Nowej Gwinei; zakres wysokości: 0–500 m n.p.m.         | DC: 3,5–5,5 cm DO: 3,9–4,6 cm DP: 3,7–4,7 cm MC: 5–12 g            | LC          |
|         | Nyctophilus arnhemensis | D.H. Johnson, 1959                           | nocolubek długouchy             | gatunek monotypowy | endemit Australii: północne wybrzeże Australii Zachodniej (wraz z Bonaparte Archipelago), północne Terytorium Północne (wraz z archipelagiem Tiwi, wyspami Groote Eylandt i Sir Edward Pellew Group) i północno-zachodni Queensland | DC: 4–5,9 cm DO: 3,6–4,1 cm DP: 3,3–3,9 cm MC: 5,2–9,6 g           | LC          |
|         | Nyctophilus shirleyae   | Parnaby, 2009                                | nocolubek nowogwinejski         | gatunek monotypowy | endemit Papui-Nowej Gwinei: znany z góry Missim (Morobe) i oszar sawannaowy Trans-Fly (Prowincja Zachodnia); prawdopodobnie szerszy zasięg; zakres wysokości: 500–1700 m n.p.m.                                                     | DC: 5,2–6,4 cm DO: 4,8–5,2 cm DP: 4,5–4,38 cm MC: 11,5–13 g        | DD          |
|         | Nyctophilus microdon    | Laurie & J. Edwards Hill, 1954               | nocolubek drobnozębny           | gatunek monotypowy | endemit Papui-Nowej Gwinei: centralne wyżyny (Eastern, Western i Southern Highlands, Chimbu oraz Enga); zakres wysokości: 1600–3315 m n.p.m.                                                                                        | DC: 4,2–6,3 cm DO: 3,6–4,9 cm DP: 3,7–4,1 cm MC: 5,8–9,5 g         | LC          |
|         | Nyctophilus geoffroyi   | Leach, 1821                                  | nocolubek mniejszy              | 3 podgatunki       | endemit Australii: kontynent (za wyjątkiem północno-wschodniego wybrzeża Queensland), Tasmania, Wielka Wyspa Piaszczysta, Wyspa Kangura, King i Wyspa Flindersa; zakres wysokości: 0–1580 m n.p.m.                                  | DC: 3,8–5 cm DO: 3,1–4 cm DP: 3,1–4,2 cm MC: 3,9–14,5 g            | LC          |
|         | Nyctophilus heran       | D.J. Kitchener, How & Maharadatunkamsi, 1991 | nocolubek sundajski             | gatunek monotypowy | endemit Indonezji: Małe Wyspy Sundajskie (znany tylko z wyspy Lembata); zakres wysokości: około 0 m n.p.m. | DC: około 5,1 cm DO: około 4,1 cm DP: około 3,9 cm MC: około 7,6 g | DD          |
|         | Nyctophilus timoriensis | (É. Geoffroy Saint-Hilaire, 1806)            | nocolobek duży                  | gatunek monotypowy | Indonezja i Timor Wschodni | DC: 4,9–5,6 cm DO: 3,6–3,7 cm DP: 3,6–4 cm MC: 4,5–5 g             | NE          |
|         | Nyctophilus howensis    | McKean, 1975                                 | nocolubek tajemniczy            | gatunek monotypowy | endemit Australii: znany tylko w wyspy Lord Howe (Nowa Południowa Walia) | DC: brak danych DO: brak danych DP: brak danych MC: brak danych    | EX          |

Kategorie IUCN:  LC  – gatunek najmniejszej troski,  VU  – gatunek narażony,  CR  – gatunek krytycznie zagrożony,  EX  – gatunek wymarły,  DD  – gatunki o nieokreślonym stopniu zagrożenia;  NE  – gatunki niepoddane jeszcze ocenie.